# Джерні Смоллетт
Джерні Діана Смоллетт (1 жовтня 1986 , Нью-Йорк, Нью-Йорк ) — американська актриса, що розпочала свою кар'єру ще в дитячому віці, знімаючись у телевізійних ситкомах, включаючи «On Our Own» (1994—1995) та «Full House» (1992—1994). Здобула більшого визнання завдяки ролі у фільмі режисера Касі Леммонс «Eve's Bayou» (1997).
У дорослому віці, Смоллетт знялася у фільмах «Великі дебати» (2007), «Спокуса: зізнання шлюбного радника» (2013) та «Хижі пташки» (2020). Акторка знялася у спортивній драмі NBC Нічні вогні п'ятниці (2009—2011), драму WGN America Underground (2016—2017), а також фантастичні драми жахів HBO «Справжня кров» (2013—2014) і «Країна Лавкрафта» (2020), які отримали номінацію на премію «Primetime Emmy» за найкращу головну жіночу роль у драматичному серіалі для останнього. У 2020 році Смоллетт зіграла супергероя Діну Ленс / Чорну Канарейку в художньому фільмі Розширений всесвіт DC (DCEU) «Хижі пташки», роль, яку вона повторить у фільмах HBO Max «Бетгерл» та «Чорна канарейка», зігравши в останньому головну роль.

## Ранній життєпис
Джерні Даяна Смоллетт народилася 1986 року в Нью-Йорку у родині Джанет Гарріс та Джоела Смоллетта. Її батько був ашкеназьким євреєм, що походять з Румунії, України та Польщі, а мати — афроамериканка. Джерні є четвертою з шести братів і сестер у родині, усі виконавці: одна сестра Джаз Смоллетт і чотири брати Джассі, ДжоДжо, Джейк та Джокі.

## Кар'єра

### Початок творчості
Смоллетт розпочала свою акторську кар’єру, знявшись у фільмі «Мартін та Out All Night» у 1992 році. Потім неодноразово виконувала ролі Деніз Фрейзер у сімейних ситкомах ABC «Повний дім» та «Тусуватися з містером Купером». З 1994 по 1995 рік вона разом зі своїми братами і сестрами знімалася в ситкомі ABC On Our Own. У 1996 році знялася у фільмі Френсіса Форда Копполи «Джек», де дебютувала на великому екрані.
Смоллетт отримала схвалення критиків за роль 10-річної Єви у фільмі 1997 року «Eve's Bayou» разом із Лінн Вітфілд, Семюелом Л. Джексоном та Деббі Морган. Вибираючи роль, сценаристка і режисер Касі Леммонс уявляла собі «світлошкіру чорну дитину, яка могла б передати відтінки креольської дитини 1960-х років». Джерні Смоллетт отримала кінонагороду «Вибір критиків» і була номінована на премію NAACP Image Award. Наступного року вона приєдналася до акторського складу ситкому CBS «Косбі», за який отримала дві премії NAACP Image Awards. У 1999 році Смоллетт знялася у фільмі телеканалу ABC «Сельма, Господи, Сельма». У 2000 році вона знялася разом з Шерон Стоун та Біллі Конноллі у фільмі «Прекрасний Джо». У 2001 році зіграла дочку Анджели Бассет у телефільмі «Відро крові Рубі». У 2005 році знялася разом з Боу Вау і Брендоном Т. Джексоном у фільмі про катання на роликових ковзанах Roll Bounce. У 2006 році знялася в драматичному фільмі Другий шанс.

### 2007—2012 рр
У 2007 році Смоллетт зіграла Саманту Бук (за мотивами Генрієтти Белл Веллс), єдину жінку, яка бере участь у дебатах коледжу Вайлі, в історичному фільмі "Великі дебатери". Продюсерами фільму стали Опра Вінфрі та Гарві Вайнштайн, а головну роль зіграв Дензел Вашингтон, який також став режисером. За свою гру Смоллетт отримала нагороду «NAACP Image Award» у номінації за найкращу жіночу роль у кіно. Наступного року вона повернулася на телебачення, знявшись у двох епізодах медичної драми ABC «Анатомія Грей». З 2009 по 2011 рік Джерні Смоллетт була постійним членом акторського складу в драматичному серіалі DirecTV «Нічні вогні п'ятниці», граючи Джесс Меррівезер. З 2010 по 2011 рік вона також знімалася разом з Джеймсом Белуші та Джеррі О'Коннеллом в юридичній драмі CBS «Захисники».

### 2013— дотепер

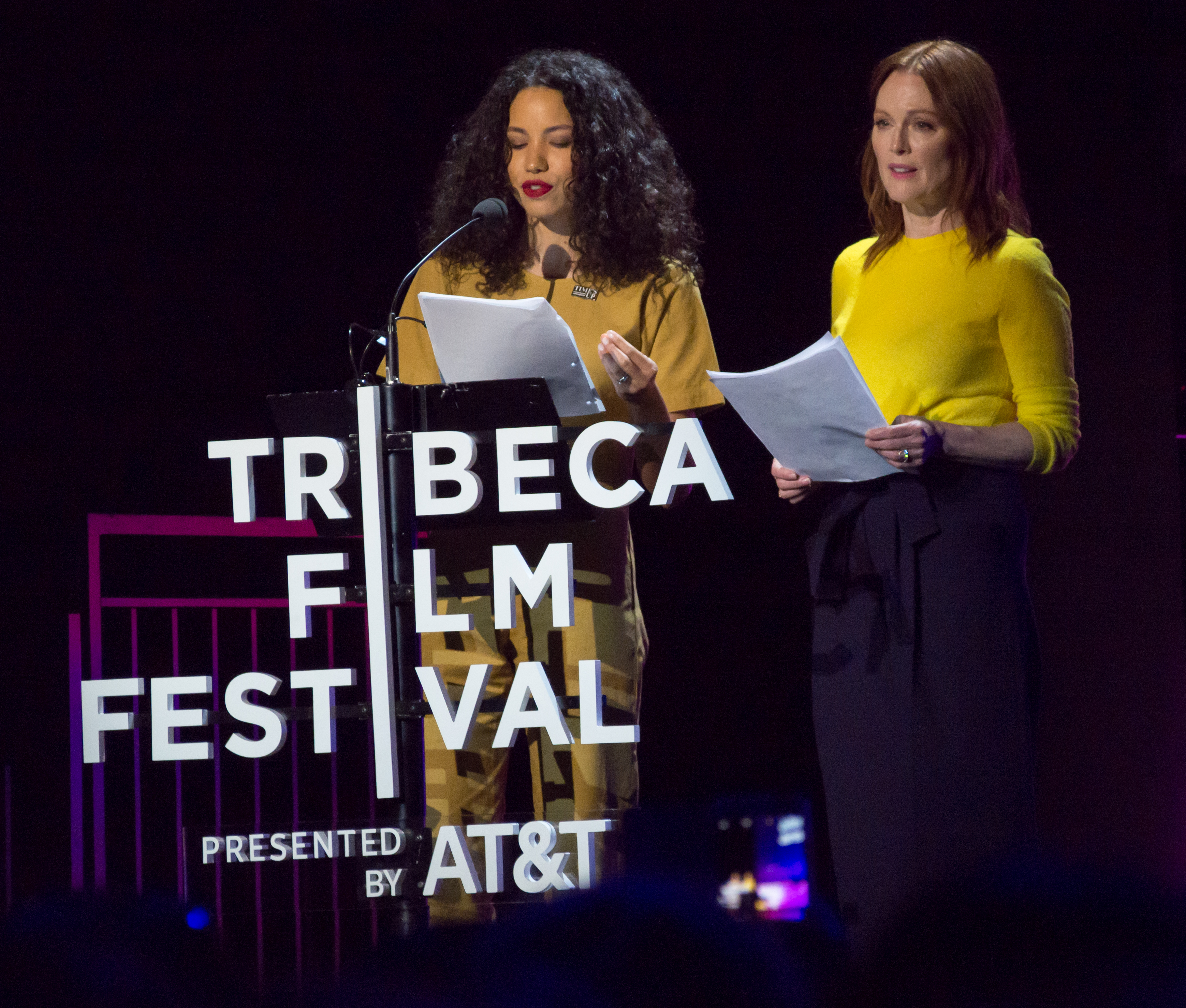
Джурні Смоллетт та Джуліанна Мур на кінофестивалі Tribeca у 2018 році

У 2013 році Смоллетт зіграла головну роль у драмі «Спокуса: Сповідь шлюбного радника» режисера Тайлера Перрі. Фільм отримав негативні відгуки критиків, але став касовим хітом, зібравши у прокаті 53 125 354 доларів. Це найкасовіший фільм Тайлера Перрі, у якому сценарист і режисер не зіграв, і найкасовіша драма Тайлера Перрі. З 2013 по 2014 рік вона регулярно знімалася в серіалі «Справжня кров». Пізніше вона зіграла Хуаніту Леонард, дружину боксера Шуґара Рея Леонарда, у біографічному спортивному фільмі 2016 року «Кам'яні руки», знявшись разом з Ашером Реймондом та Робертом де Ніро.
У 2015 році Смоллетт отримала роль головного персонажа в драматичному серіалі WGN America Underground. Смоллетт зіграла Розалі, сором'язливу домашню рабиню, яка працювала на плантації в 1857 році Вона зіграла Чорну Канарейку у фільмі 2020 року «Хижі пташки» та Летицію «Леті» Льюїс у серіалі HBO 2020 року «Країна Лавкрафта». У серпні 2021 року стало відомо, що Смоллетт зніматиметься в сольному фільмі «Чорна канарейка» від Warner Bros та DC Films на HBO Max. У листопаді 2021 року вона приєдналася до Джеймі Фокса та Томмі Лі Джонса в драматичному проєкті Amazon Studios «Поховання» режисера Меггі Беттс.

## Особисте життя
Смоллетт активно бореться з ВІЛ/СНІДом з 11-річного віку. Уперше вона зіткнулася з цією хворобою у семирічному віці, коли член екіпажу "On Our Own" помер від СНІДу. Її надихнула Гайдія Бродбент, яка пережила ВІЛ/СНІД. Разом вони стали працювати над інформуванням суспільства про ВІЛ/СНІД, зокрема в Black AIDS Institute та міжнародному русі Червоного Хреста і Червоного Півмісяця. Джерні Смоллетт виступала на молодіжній конференції Раяна Вайта і входить до ради директорів організації Artists for a New South Africa, яка займається боротьбою з ВІЛ/СНІДом в Африці. Смоллетт також входить до ради директорів Фонду захисту дітей.
У Джерні Смоллетт серед братів і сестер, є також й актори: Джейк Смоллет та Джассі Смоллетт.
24 жовтня 2010 року Смоллетт вийшла заміж за музиканта Джозаю Белла. 31 жовтня 2016 року в них народився син Хантер. У березні 2020 року Смоллетт подала на розлучення.

## Фільмографія

### Фільми
|  | Позначає роботи, які ще не вийшли |

| Рік  | Фільм                              | Роль              | Примітки               |
| ---- | ---------------------------------- | ----------------- | ---------------------- |
| 1996 | Джек                               | Фібі              |                        |
| 1997 | Єва Байю                           | Єва Батіст        |                        |
| 2000 | Красень Джо                        | Вів'єн            |                        |
| 2005 | Roll Bounce                        | Торі Тернер       |                        |
| 2006 | Другий шанс                        | Деніель Роллінз   |                        |
| 2007 | The Great Debaters                 | Саманта Бук       |                        |
| 2012 | Капітан Планета 4                  | Гея               | короткометражний фільм |
| 2013 | Спокуса: зізнання шлюбного радника | Джудіт            |                        |
| 2016 | Кам'яні руки                       | Шуґар Рей Леонард |                        |
| 2018 | Одна остання річ                   | Люсі Ділінджер    |                        |
| 2020 | Хижі пташки                        | Чорна канарка     |                        |
| 2022 | Спайдергед                         | Ліззі             |                        |
| 2022 | Бетгерл                            | Чорна канарка     | скасований             |
| 2022 | Лу                                 | Ханна Доусон      |                        |
| 2024 | Порядок                            | Джоан Карні       |                        |

### Телесеріали
| Рік            | Фільм                                     | Роль                 | Примітки                                          |
| -------------- | ----------------------------------------- | -------------------- | ------------------------------------------------- |
| 1992 рік       | Всю ніч                                   | Лакіта               | Епізод: «Малюк»                                   |
| 1992–1994 рр   | Аншлаг                                    | Деніз Фрейзер        | 12 епізодів                                       |
| 1992 рік       | Розмовляю з містером Купером              | Деніз Фрейзер        | 4 епізоди                                         |
| 1992 рік       | Мартін                                    | Маленька дівчинка    | Епізод: «Я бачив, як Джина цілувала Санта Клауса» |
| 1994–1995 рр   | Самостійно                                | Джорді Джерріко      | Регулярний серіал (20 серій)                      |
| 1996 рік       | NYPD Blue                                 | Ганна                | Епізод: "Де «Свалдо»                              |
| 1998–2000 рр   | Косбі                                     | Джурні               | Регулярний серіал (8 серій)                       |
| 1999 рік       | Сельма, Господи, Сельма                   | Шеянн Вебб           | Телевізійний фільм                                |
| 1999 рік       | Назавжди щасливо: казки для кожної дитини | Алі Баба             | Епізод: «Алі-Баба і сорок розбійників»            |
| 2001 рік       | Рубінове відро крові                      | Смарагд Делакруа     | Телевізійний фільм                                |
| 2002 рік       | Сильна медицина                           | Рубіновий            | Епізод: «Позитив»                                 |
| 2002 рік       | ER                                        | Ромі                 | Епізод: " Найближчі родичі "                      |
| 2003 рік       | Ванда на волі                             | Холлі Хокінс         | Звичайний серіал (6 епізодів)                     |
| 2006 рік       | Будинок                                   | Трейсі               | Епізод: " Дурні заради кохання "                  |
| 2008 рік       | Анатомія Грей                             | Бет                  | 2 епізоди                                         |
| 2009–2011 рр   | Вогні вночі п'ятниці                      | Джесс Меррівезер     | Звичайний серіал (26 серій)                       |
| 2010–2011 рр   | The Defenders                             | Ліза Тайлер          | Регулярний серіал (18 серій)                      |
| 2012–2013 рр   | The Mob Doctor                            | Трейсі Кулідж        | 2 епізоди                                         |
| 2013–2014 роки | Справжня кров                             | Ніколь Райт          | Регулярний серіал (19 серій)                      |
| 2013 рік       | Не завдавати шкоди                        | Еббі Янг             | 2 епізоди                                         |
| 2013 рік       | Батьківство                               | Хізер Хол            | 7 епізодів                                        |
| 2016–2017 роки | Підземний                                 | Розалі               | Регулярний серіал (19 серій)                      |
| 2020 рік       | The Twilight Zone                         | Жасмін Делансі       | Епізод: «Овація»                                  |
| 2020 рік       | Країна Лавкрафта                          | Летиція «Леті» Льюїс | Регулярний серіал (10 серій)                      |

## Нагороди та номінації
| Нагорода                       | Рік  | Категорія                                                | Робота                  | Результат |
| ------------------------------ | ---- | -------------------------------------------------------- | ----------------------- | --------- |
| Black Reel Awards              | 1999 | Best Supporting Actress: Television Movie/Cable          | Сельма, Господи, Сельма | Номінація |
| Black Reel Awards              | 2001 | Best Supporting Actress: Television Movie/Cable          | Рубінове відро крові    | Номінація |
| Black Reel Awards              | 2017 | Best Actress, Drama Series                               | Underground             | Номінація |
| Кінопремія «Вибір критиків»    | 1997 | Best Young Performer                                     | Єва Байю                | Перемога  |
| Critics' Choice Super Awards   | 2021 | Best Actress in a Superhero Movie                        | Хижі пташки             | Номінація |
| Critics' Choice Super Awards   | 2021 | Best Actress in a Horror Series                          | Країна Лавкрафта        | Перемога  |
| Вибір телевізійних критиків    | 2021 | Best Actress in a Drama Series                           | Країна Лавкрафта        | Номінація |
| Асоціація кінокритиків Чикаго  | 1997 | Most Promising Actress                                   | Єва Баю                 | Номінація |
| IGN Awards                     | 2020 | Best Movie Ensemble                                      | Хижі пташки             | Номінація |
| MTV Movie & TV Awards          | 2021 | Most Frightened Performance                              | Країна Лавкрафта        | Номінація |
| MTV Movie & TV Awards          | 2021 | Best Fight                                               | Хижі пташки             | Номінація |
| NAACP Image Award              | 1997 | Outstanding Youth Actor/Actress                          | Єва Баю                 | Номінація |
| NAACP Image Award              | 1999 | Outstanding Youth Actor/Actress                          | Косбі                   | Перемога  |
| NAACP Image Award              | 2000 | Outstanding Youth Actor/Actress                          | Косбі                   | Перемога  |
| NAACP Image Award              | 2008 | Outstanding Actress in a Motion Picture                  | Великі дебати           | Перемога  |
| NAACP Image Award              | 2010 | Outstanding Supporting Actress in a Drama Series         | Нічні вогні п'ятниці    | Номінація |
| NAACP Image Award              | 2017 | Outstanding Actress in a Drama Series                    | Underground             | Номінація |
| NAACP Image Award              | 2018 | Outstanding Actress in a Drama Series                    | Underground             | Номінація |
| NAACP Image Award              | 2021 | Outstanding Actress in a Drama Series                    | Країна Лавкрафта        | Номінація |
| Прайм-тайм премія «Еммі»       | 2021 | Outstanding Lead Actress in a Drama Series               | Країна Лавкрафта        | Номінація |
| San Diego Film Critics Society | 1997 | Best Supporting Actress                                  | Єва Баю                 | Перемога  |
| Сатурн                         | 2021 | Best Supporting Actress in a Film                        | Хижі пташки             | Номінація |
| Премія Гільдії кіноакторів     | 2021 | Outstanding Performance by an Ensemble in a Drama Series | Країна Лавкрафта        | Номінація |
| Teen Choice Awards             | 2008 | Choice Movie Breakout Female                             | Великі дебати           | Номінація |
| Молодий актор                  | 1995 | Best Performance by an Actress Under Ten in a TV Series  | Самостійно              | Номінація |
| Молодий актор                  | 1997 | Best Leading Young Actress in a Feature Film             | Єва Баю                 | Номінація |
| YoungStar Awards               | 1998 | Best Leading Young Actress in a Feature Film             | Єва Баю                 | Номінація |